# Дан Српске академије наука и уметности
Дан Српске академије наука и уметности је свечани дан САНУ и обележава се 19. новембра сваке године, у знак сећања на дан оснивања Друштва српске словесности 7/19. новембар 1841. године, које је уједно и претеча Српске академије наука и уметности.
Дан САНУ је установљен чланом 1, став 3 Статута Српске академије наука и уметности. Такође, овај датум је Законом о Српској академији наука и уметности препознат као дан оснивања САНУ.